# Монтана (Болгарія)
Монтана — місто в Болгарії. Місто Монтана розташоване на річці Огоста біля однойменного водосховища. Відстань до столиці, Софії — 113 км на північ.
Монтана — обласне місто на північному заході Болгарії, адміністративно-економічний центр однойменної общини і області. Населення міста становить 40 293 жителів за підрахунками НСІ станом на 31.12. 2015 р.

## Географія
Воно розташоване приблизно на 45 км на південь від річки Дунай і приблизно в 30 км на схід від кордону з Сербією.
Місто розташоване в долині Огости, на верхньому березі річки, після її закінчення біля однойменної греблі, у передгірній зоні, на північ від Балканських гір, біля підніжжя пагорбв Монтана (306,8 м), що називається в західній частині «баїр». На сході знаходиться гора Пестрина (563,4 м). На південний захід від міста розташована гребля Огоста, а на південний схід — гребля Чернила. Рєльєф міста є горбистий, на висоті близько 140 м в центральній частині, до 250 м в зоні вілл.

### Клімат
Клімат помірно-континентальний, з холодною зимою і спекотним літом. З кінця 20-го століття значення +35-40 °C влітку є звичайним явищем. Переважають західні вітри, але не рідкість теплі фени (яка також називаються «южняк»), що призводить до типових весняних температур і танення снігу. Арктичні повітряні маси показують значення нижче -20 °C. У теплу половину року (квітень-вересень) фіксується град.

## Історія

### Назва міста

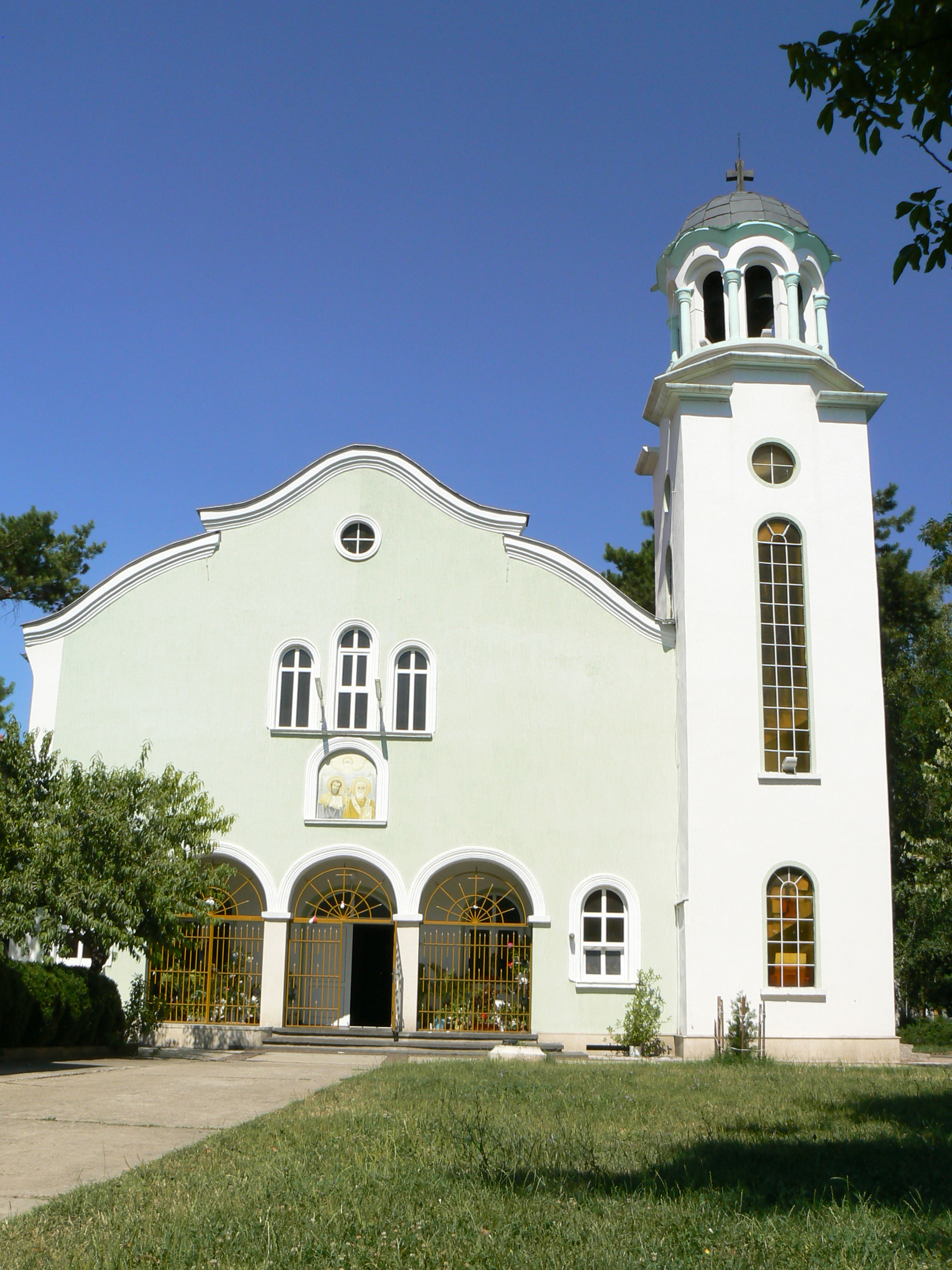
Храм «Св. Кирила і Мефодія»

Перше ім'я міста, надане йому римлянами — це Монтанезіум. Під час вторгнення слов'янських племен область римського міста почала називатися слов'янською назвою Кутловиця, ймовірно, через долину, в якій розташований район.
Під час османського правління він вперше згадується під назвою Кутловиця в документі від 1575 року. Під час Визволення Болгарії в 1878 році село називалося Велика Кутловица із населенням менше 1000 жителів .
У 1891 р Голяма (Велика) Кутловиця перейменована на Фердинанд на честь князя Фердинанда I і отримує статус міста. Це відбувається на офіційному відкритті залізничного вокзалу, який також належить самому князю Фердинанду. Є легенда про те, що для досягнення статусу міста місцеві правителі напоїли Фердинанда на святі залізниці і легко переконали його дати статус міста Кутловиці.
Згідно з іншою версією, міський статус Монтани пов'язаний з обранням Фердинанда як князя Болгарії. Коли він приїжджає на Дунай зі своїми товаришами, він спускається до міста Лом, звідки каретої їде до Софії. Увечері він завертає в село Кутловиця. Його супроводжуючі пропонують місцевим правителям вимагати міського статусу села, оскільки це перше місце, де Фердинанд переночував після прибуття до Болгарії. Але для того, щоб визнати його містом, повинно було бути певна кількість людей. Відповідно, місцева влада обманом перебільшувала кількість населення, і Кутловиця була визнана містом і на честь князя назву змінили на Фердинанд.
У 1945 році уряд Вітчизняного фронту перейменував місто на Михайловград на ім'я комуністичного активіста Христо Михайлова, який помер у 1944 році, працював в організації Болгарської комуністичної партії і брав участь у Вересневому повстанні в місті. У 1993 році Указом Президента Желю Желева назва міста було змінено на Монтана.

### Римськи віки
Територія навколо Монтани увійшла до складу римської провінції Горна Мезія в 29 р. до н. е. через його стратегічне розташування. Пагорб відіграв велику роль у будівництві військового гарнізону, метою якого було захистити ворожі вторгнення з півночі. Близько 160 років військовий табір, заснований, ймовірно, на місці стародавнього фракійського поселення отримав міські права під назвою Монтанезіум (лат. Municipio Montanensium) що перекладається буквально як «гірське село».
Місто розвиває римську модель і стає другим за величиною поселенням у Горній Мезії після Раціарії (Арчар). У цей період була побудована фортеця на пагорбі над Монтаною, громадські будівлі, храми, лазні і театри. Монтана перетворюється на типове імперське селище, де співіснують місцеве романизированное населення, італійські та малоазійські поселенці.
Залишки чотирьох античних храмів 4-го століття — на східному кінці фортеці, біля підніжжя, в 6 км на північний схід і в 7 км на південний захід від неї відомі в місті та навколо нього.
Основою економіки є великі землевласники італійського походження та їх вілли та особняки, де місцеве населення служить робочою силою для виробництва сільськогосподарської продукції та золота вздовж Огости. Є також грекомовні поселенці східного походження в місті, які займаються ремеслом і лихварством. Покровителями міста в дусі еллінізму є Діана і Аполлон.

### Середньовіччя

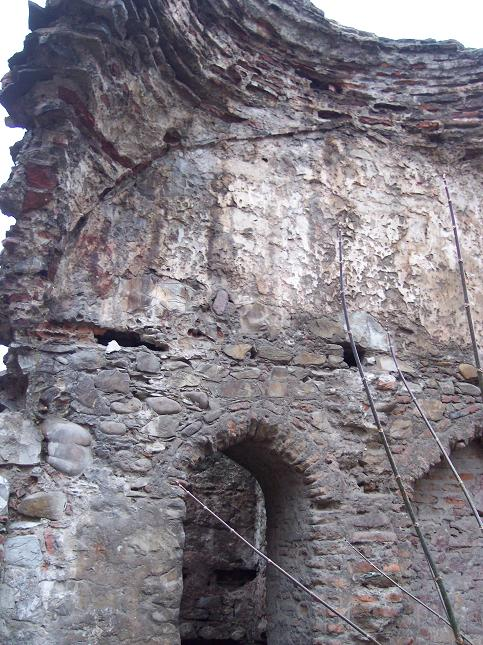
Руїни старої лазні в Монтані

Між 440 і 490 рр. Північно-західна Болгарія була зруйнована набігами гунів Аттіли і готів. Між 500 і 560 рр. слов'яни і авари призвели до подальшого руйнівного удару по греко-римській культурі регіону, а слов'яни оселилися в цьому районі, називаючи село Кутловиця. За часів Першого і Другого Болгарського царства селище було відновлено і стало центром єпархії.

### Османська імперія

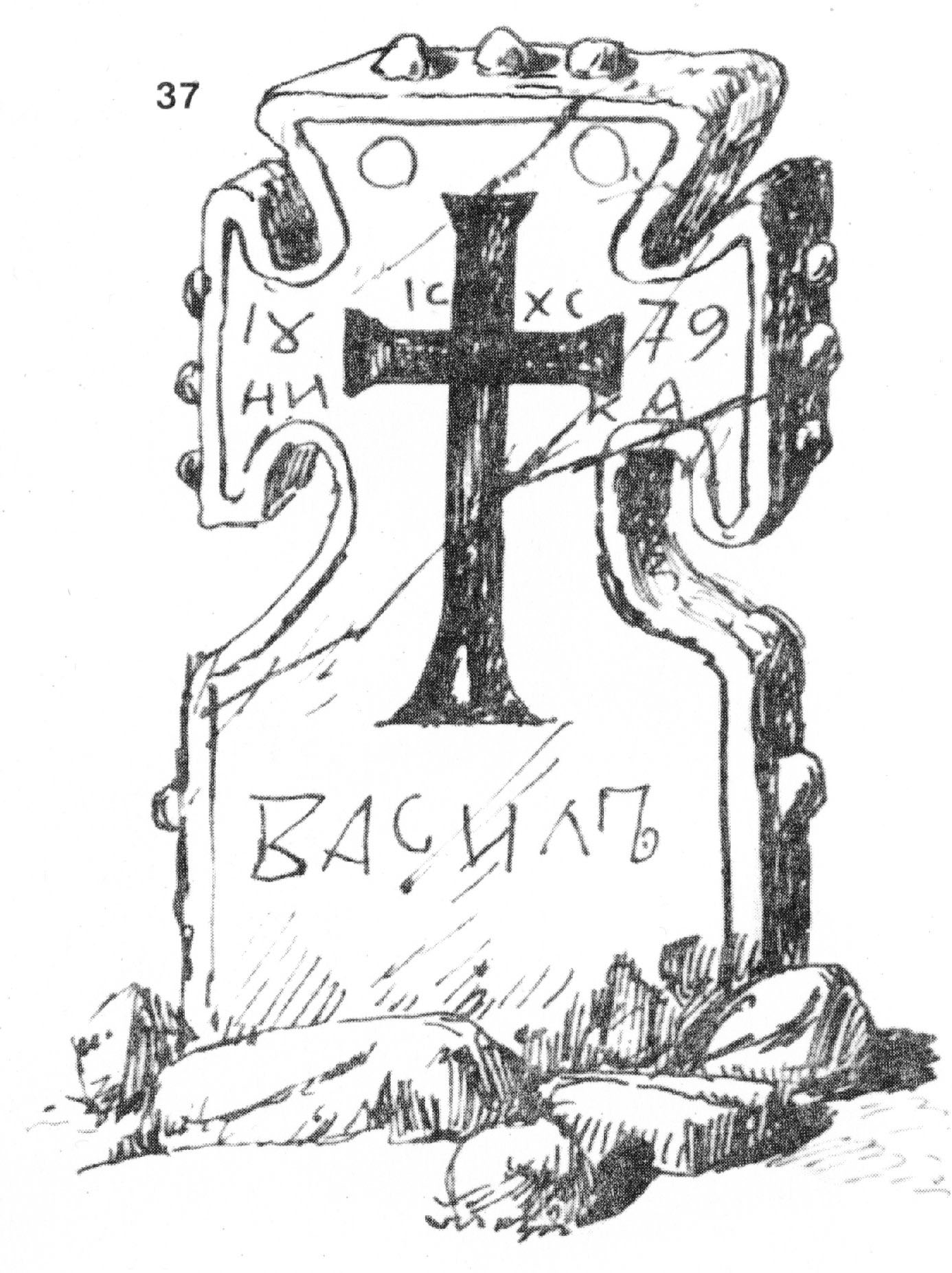
Хрест з грубого гравійного пісковика на кладовищі Фердинанда. Нарис Івана Енчева — Видю в 1930 році

Після захоплення Кутловиці османами селище було зруйновано і спустошене. Між 1450 і 1688 рр. через свою стратегічну важливість Кутловиця населена турками і переживає новий розквіт як типове східне місто. Були побудовані дві мечеті, турецька лазня, фонтани та нові громадські будівлі. Чипровське повстання і його поразка посилили Кутловицю як османський оплот проти австрійського впливу в 18 і 19 століттях.
Безпосередньо перед Визволенням існує турецький квартал (близько 600 осіб) навколо нинішньої вулиці «Ізвора», болгарська околиця (50 осіб) і циганський район (100 осіб).

### Сучасна Болгарія

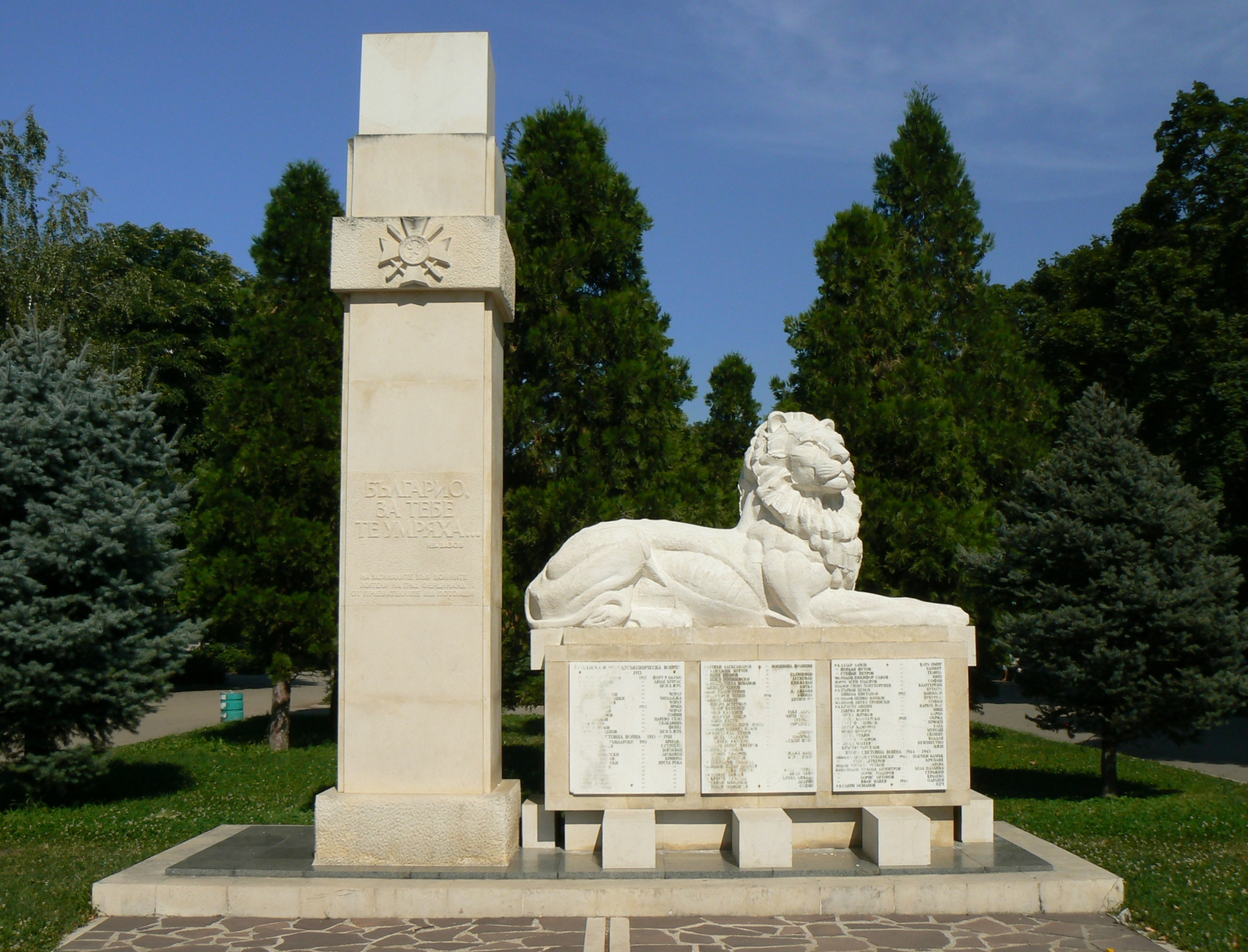
Пам'ятник тим, хто загинув у війнах за національне об'єднання

Після визволення почалася масова міграція населення до Кутловиці. Першою групою, що оселилася в місті, були селяни з районів Белимелю і Митровеців. Велика хвиля переселенців була з Берковців, та після 1912 року з Царибродського, Годеча, Софійського, Трояна, а також з Македонії. Після 1944 р. з усіх населених пунктів тодішнього Михайловградського району відбувається масова регулярна міграція до Монтани.
Разом з потоком населення місто переживає економічне зростання — після 1878 року будується електрична мережа, залізнична станція, пошта, лікарня, будується ярмарок і громадський центр. Після 9 вересня 1944 року було побудовано акумуляторний завод, два машинобудівних заводи, інструментальний завод, завод кераміки і фурнітури.
Між 1959 і 1987 роками Міхайловград був центром Михайловградського повіту. З 1 січня 1960 р. до міста приєдналися села Кошарник і Мала Кутловица, а також 2 січня 1976 р. — Живовці.
Під час останньої адміністративної реформи 1999 року Монтанська область поділяється на райони Монтана, Враца та Видин, а територія Монтанського району збігається з територією з Михайлівським районом 1959 року.
Місто є містом-побратимом українського Житомира, де, з нагоди цього, названо одну з вулиць.

## Політика

### Міський голова
- 2015 — Златко Живков (Коаліція «Разом за Монтаною») виграв перший раунд з 54,53 % проти кандидата Д. Димитрова

### Муніципальні символи
Герб штату Монтана — блакитний щит, на якому зображено покровительку стародавньої Монтани — богиню Діану. Герб увінчаний фортечною стіною, а на гербі — стрічка з написом «Діана — захисниця Монтани».
Прапор міста представлений горизонтальними білими і блакитними смугами, а болгарський триколор — у верхньому лівому кантоні.

## Економіка

### Характеристика

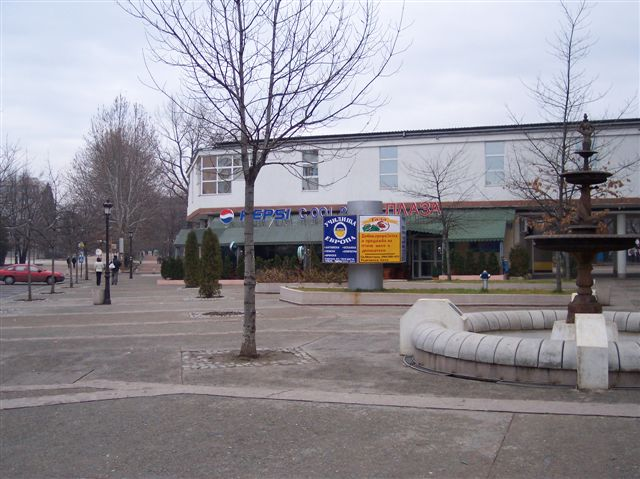
Вид з площі Алеко Костянтинова

У громаді Монтана зареєстровано понад 2000 підприємств. В галузевих характеристиках переважають машинобудування, електротехніка, харчова промисловість. Понад 50 % компаній знаходяться у сфері торгівлі та послуг. Підприємства сфери готельного бізнесу та ресторанного мають більше 10 %.
Значна частина населення міста, переважно середнього віку, займається землеробством і скотарством у вільний час у приватних господарствах, віллах та навколишніх селах. Інша частина працює тимчасово або сезонно в Греції, Італії та Іспанії.

### Транспорт

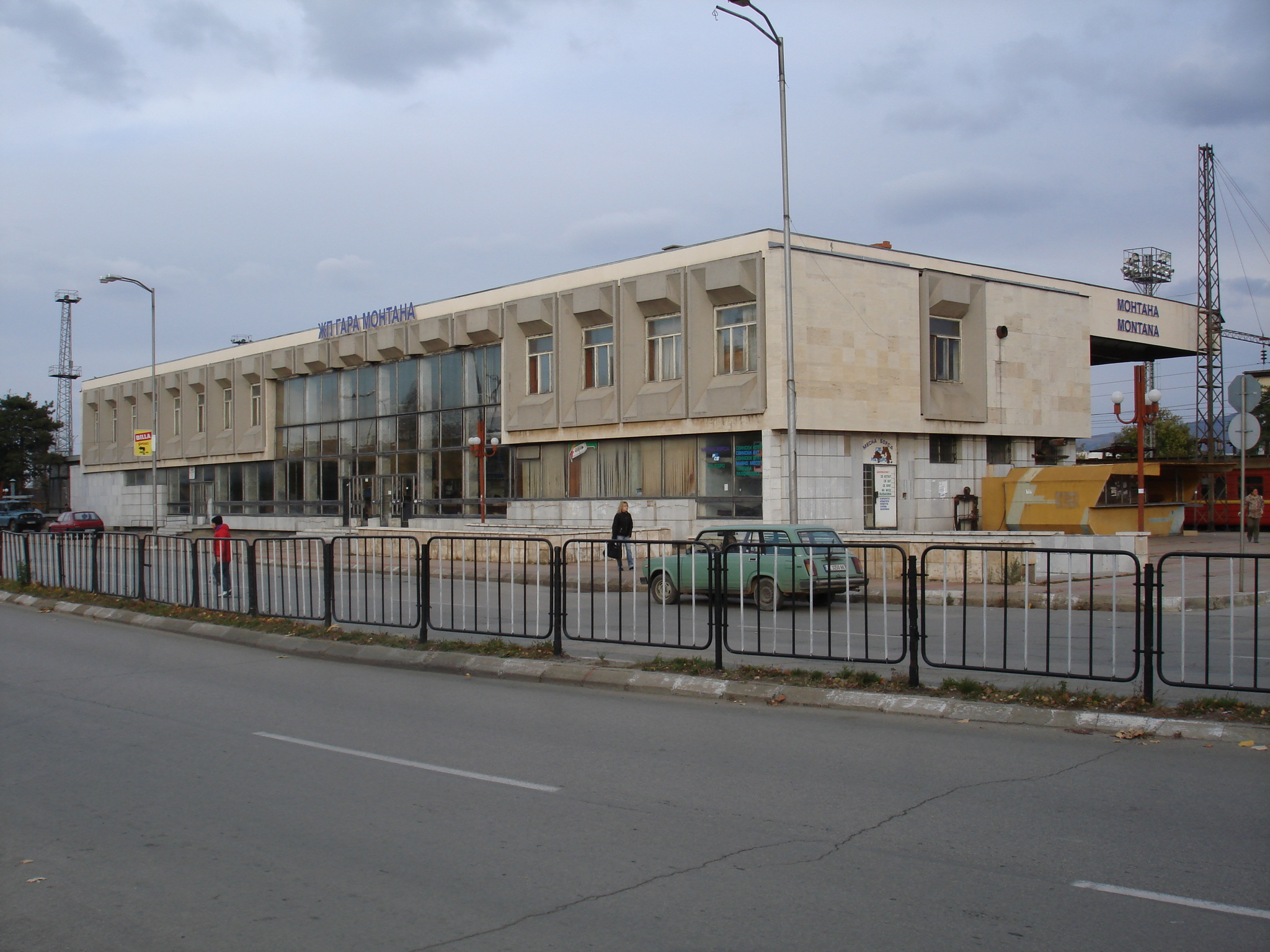
Залізничний вокзал

У Монтані щодня здійснюється автобусний транспорт по лініях 1, 2 і 10.
Місто розташоване на дорозі першого класу E79, та головній дорозі 81 (Лом — Софія). Зв'язок між Монтаною та Софією, від якої економічно сильно залежить Монтана, ускладнюється відсутністю сучасного виконання ділянки 81 від Берковиці до Костинброда.
Відремонтовано ділянку Е79 від Враци до Монтани. Дорога E79 Монтана — Видин була повністю відремонтована в 2006 та 2007 роках, але без розширення, є тільки одна смуга в кожному напрямку по всій довжині.
Будівництво Дунайського моста 2 у місті Видин забезпечують швидке з'єднання регіону з Центральною Європою.
Немає транспортного зв'язку з сусідніми округами Сербії. Прикордонний пункт у селі Салаш (60 км від Монтани) закритий вже 40 років.

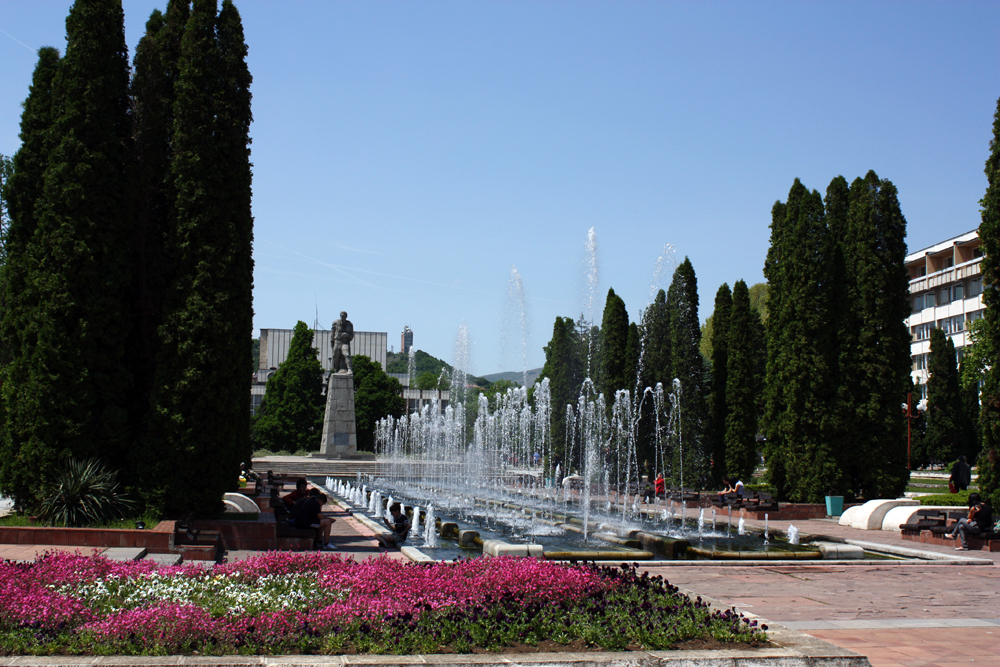
Центральна площа з фонтанами

Пан'європейський транспортний коридор 4 проходить через Монтану.

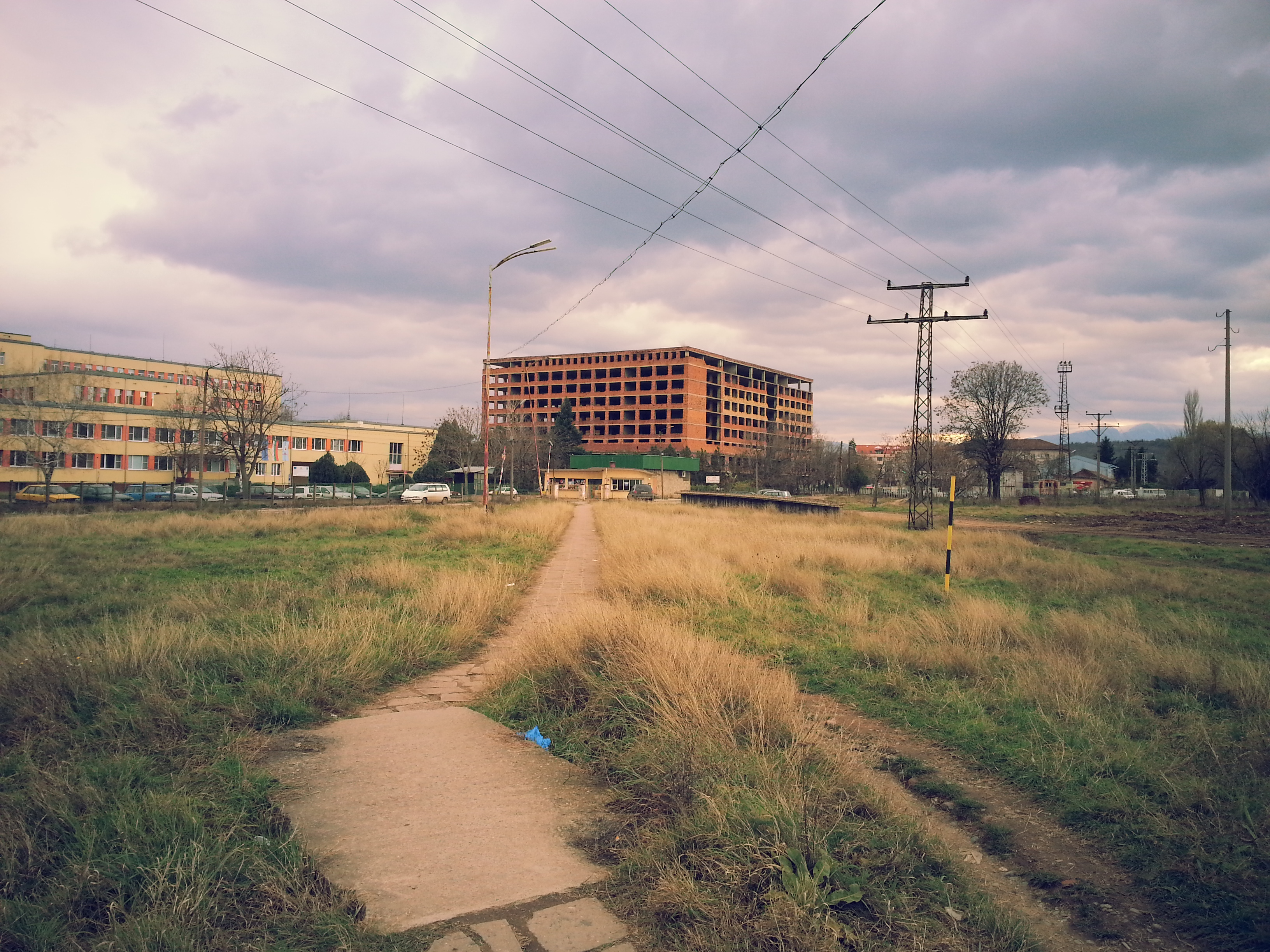
Лікарня «Доктор Стамен Ілієв» з недобудованим хірургічним блоком

## Охорона здоров'я
У місті розташована лікарня «Д-р Стамен Ілієв», полікліника, стоматологічний центр, університетська клініка «Св. Георгій», а також численні приватні медичні та стоматологічні кабінети.
У Монтані діє ветеринарна клініка «Pet Vet 2000», а також ветеринарний кабінет «Доктор Даков».

## Освіта

### Школи
- Початкова школа «Св. Кирила і Мефодія»
- «Н. Й. Вапцаров»
- Початкова школа «Доктор Петро Берон»
- Початкова школа «Іван Вазов»
- СШ «Христо Ботев»
- СШ «Отець Паїсій»
- СШ «Йордан Радичков»
- Вища школа природоматематичних наук «Климент Охридський»[5]
- Вища школа іноземних мов «Петер Богдан»
- Фінансово-економічна середня школа «Василь Левський»
- Професійний технікум будівництва, архітектури та геодезії "Проф. арх. Стефан Стефанов "
- Професійно-технічна школа побутової та електротехнічної техніки «Христо Ботев»
- Професійна середня школа легкої промисловості
- Об'єднана школа мистецтв «Добри Христов»
- Об'єднаний дитячий комплекс «Ми, горобці»

## Культура

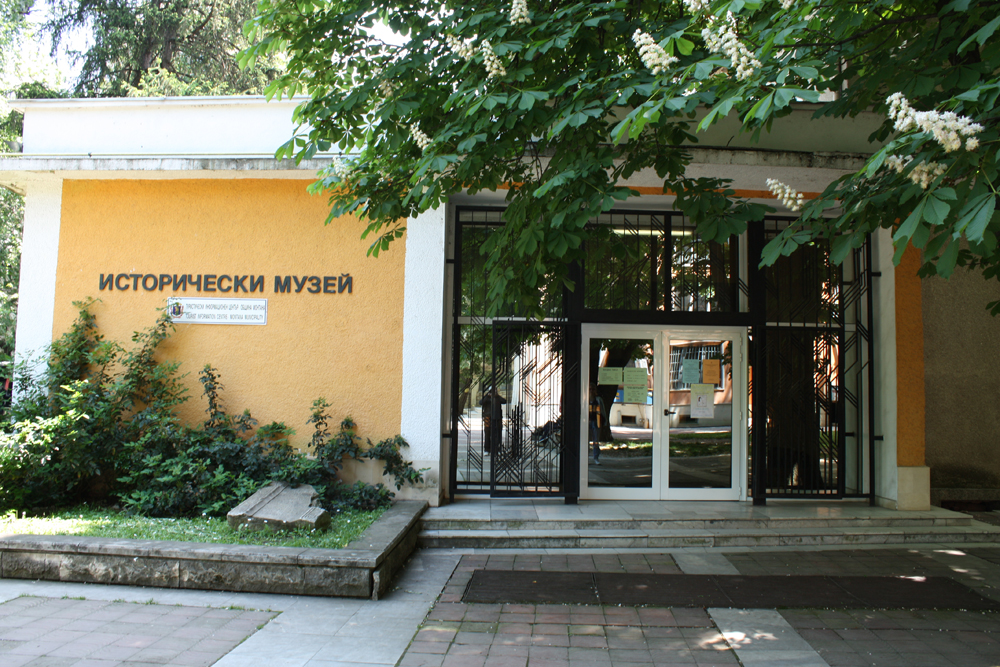
Обласний історичний музей

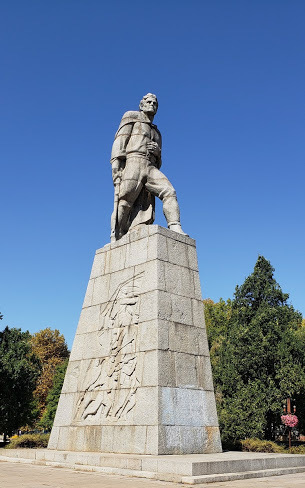
Пам'ятник Вересневому повстанню

### Визначні пам'ятки
- Фонтани на площі Жеравиця
- Стародавня фортеця «Castra ad Montanesium»
- Стара римська лазня
- Відкрита археологічна експозиція Лапідарій епічних пам'яток римського століття
- Поїзд до поп-Андрія
- Пам'ятник Христо Михайлову
- Пам'ятник Василю Левському
- Пам'ятник Івану Вазову
- Пам'ятник Повстанню у вересні 1923 року
- Пам'ятник тим, хто загинув у війнах за національне об'єднання

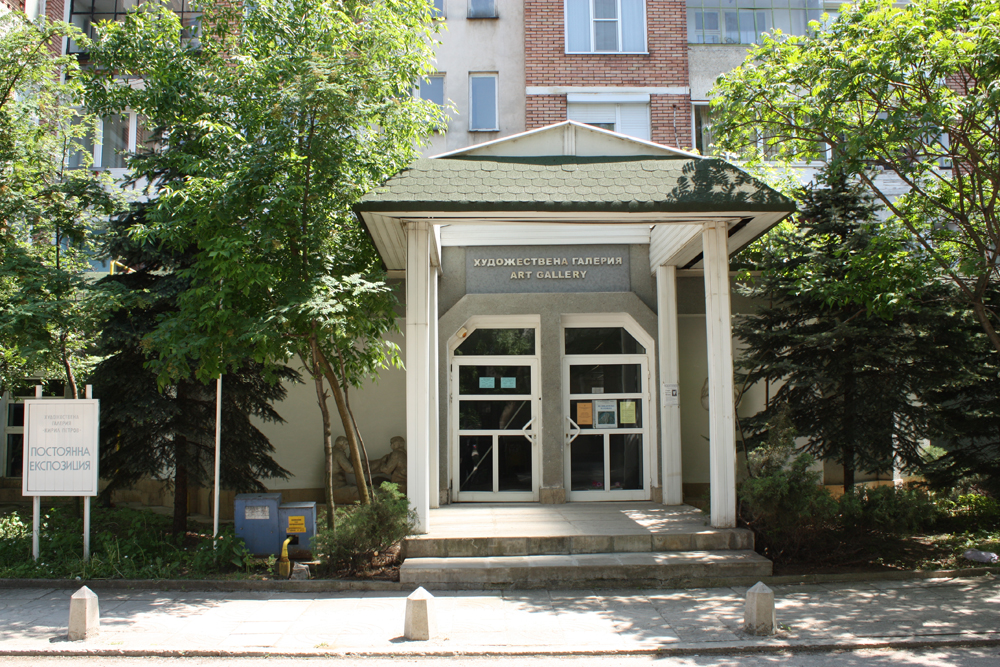
Міська художня галерея

- Пам'ятник герою Богдану Ілієву
- Меморіал Ігната Попова

### Релігійні храми
- Церква "Св. Кирила і Мефодія "
- Храм «Святий Дух»

### Театр, музеї
- Драматичний театр «Драгомир Асенов»
- Обласний історичний музей — Монтана
- Міська галерея мистецтв — Монтана
- Художня галерея «Кутловиця»
- Михайлов будинок

### Бібліотеки, громадськи центри
- Регіональна бібліотека «Гео Милєв»
- Громадський центр «Разум»
- Громадський центр «Звезда — 2007»
- Громадський центр «Кутловиця»

## Регулярні події
- Міське свято Святого Духа — змінилося за церковним календарем
- Національні свята духових оркестрів «Дико Ілієв»
- Місто щорічно проводить на ралікрос та автокрос
- Дитячий Національний фольклорний конкурс «Співи північного заходу»
- Міжнародний турнір з спортивного танцю «Монтана OPEN»
- Міжнародна виставка собак
- Відкритий турнір з кінського спорту
- Міжнародний фольклорний фестиваль

## Спорт
Зареєстровані спортивні клуби:
- ФК «Бойові види спорту — Монтана» БМЖ і ММА
- Кікбоксінгу і Муай Тай Клуб «Спарта»
- ПФК Монтана
- СК «Атлет» — легка атлетика
- СК «Слава» — боротьба
- СК «Слава 83» — спортивний клуб бойових мистецтв
- Клуб карате «Компас»
- Спортивний волейбольний клуб «Монтана»
- Баскетбольний клуб "Монтана 2003 " — Баскетбольний клуб (жінки)
- Баскетбольний клуб «Слава 99» — баскетбольний клуб (хлопаки)
- Баскетбольний клуб «Монтана 2003» (хлопаки)
- Клуб верхової їзди «Діана»
- АСК «Montana Racing» — автомобільний спорт

## Відомі особистості
В поселенні народився:
- Давидков Іван Іванов (1926—1990) — болгарський письменник і перекладач (с. Живовці).